# Opiptacris
Opiptacris is een geslacht van rechtvleugeligen uit de familie veldsprinkhanen (Acrididae). De wetenschappelijke naam van dit geslacht is voor het eerst geldig gepubliceerd in 1870 door Walker.

## Soorten
Het geslacht Opiptacris omvat de volgende soorten:
- Opiptacris alata Willemse, 1975
- Opiptacris bougainvillea Ramme, 1941
- Opiptacris castanea Kevan, 1966
- Opiptacris choiseulensis Willemse, 1975
- Opiptacris hilaris Walker, 1870
- Opiptacris novageorgica Willemse, 1975
- Opiptacris ruficeps Willemse, 1931
- Opiptacris salomona Ramme, 1941
- Opiptacris tenuis Willemse, 1975
- Opiptacris tulagii Uvarov, 1937
- Opiptacris unicolor Willemse, 1975
- Opiptacris uniformis Willemse, 1955
- Opiptacris vellalavellae Willemse, 1975